# Boris Quercia
Pour les articles homonymes, voir Quercia.
Boris Quercia Martinic, né le 31 août 1967 à Santiago, est un acteur, réalisateur, scénariste, producteur et romancier chilien. 

## Biographie
Il étudie le théâtre à l'université du Chili. Il est l'un des fondateurs du Teatro Provisorio qui devient dans les années 1980 le Gran Circo Teatro (es), compagnie théâtrale où Boris Quercia joue dans la comédie musicale à succès La negra Ester (es).
Sa carrière de cinéaste commence avec la réalisation des courts métrages Ñoquis et El Lanza. Son premier film est L.S.D sorti en 2000 mais, son plus grand succès est sans doute le film Sexo con amor sorti en 2003.
Également romancier, il signe en 2014 le roman policier Les Rues de Santiago (Santiago Quiñones), premier titre d'une série policière ayant pour héros Santiago Quiñones, un policier de Santiago. Le deuxième titre de la série Tant de chiens (Perro muerto, 2015) est lauréat du Grand prix de littérature policière 2016.

## Filmographie

### Acteur
- 1993 : Johnny cien pesos (es) : Parker
- 1994 : Pelea de fondo (court-métrage)
- 1995 : Vine a decirles que me voy (es) (court-métrage)
- 1995 : Asfalto sin rumbo (court-métrage)
- 1996 : Mi último hombre (es) : Rodrigo
- 1997 : El Lanza (court-métrage)
- 1997 : Historias de fútbol : René
- 1998 : El hombre que imaginaba (es) : Aníbal
- 1999 : El desquite (es) : Guillermo
- 2000 : L.S.D
- 2000 : Coronación (es) : Andrés joven
- 2002 : La perra
- 2003 : Sexo con amor : Emilio
- 2006 : El rey de los huevones (es) : Anselmo
- 2008 : ChilePuede (es) : Guillermo
- 2009 : Súper, todo Chile adentro (es) : Hugo

### Réalisateur
- Ñoquis (court-métrage) (1995)
- El lanza (court-métrage) (1997)
- L.S.D (2000)
- Sexo con amor (2003)
- El rey de los huevones (2006)

### Scénariste
- Ñoquis (1995)
- El lanza (1997)
- El desquite (1999)
- L.S.D (2000)
- Sexo con amor (2003)
- El rey de los huevones (2006)
- ChilePuede (2008)

### Producteur
- El lanza (corto) (1997)
- Kiltro (2006)

## Romans

### Série policièreSantiago Quiñones
- Santiago Quiñones (2014) Publié en français sous le titre Les Rues de Santiago, traduit par Baptiste Chardon, Paris, Asphalte, coll. « Fictions Asphalte », 2014  (ISBN 978-2-918767-40-4) ; réédition, Paris, LGF, coll. « Le Livre de poche » no 33794, 2015  (ISBN 978-2-253-17908-5)
- Perro muerto (2015) — Grand prix de littérature policière 2016[1] Publié en français sous le titre Tant de chiens, traduit par Isabel Siklodi, Paris, Asphalte, coll. « Fictions Asphalte », 2015  (ISBN 978-2-918767-55-8) ; réédition, Paris, LGF, coll. « Le Livre de poche » no 34592, 2017  (ISBN 978-2-253-08595-9)
- Santiago Quiñones, tira (2016) Publié en français sous le titre La Légende de Santiago, traduit par Isabel Siklodi, Paris, Asphalte, coll. « Fictions Asphalte », 2018  (ISBN 978-2-918767-82-4); réédition, Paris, LGF, coll. « Le Livre de poche », 2020  (ISBN 978-2-253-26000-4)

### Autres romans
- Sexo con amor (2008), novélisation du scénario du film homonyme.
- Les Rêves qui nous restent, Éditions Asphalte, 2021  (ISBN 978-2-365-33108-1) (la 1ère édition papier est l'édition française, mais le roman a paru au format électronique sous le titre Electrocante)

## Récompenses et distinctions

### Prix cinématographiques
Premio Altazor
| Année | catégorie            | Série                    | Résultat |
| ----- | -------------------- | ------------------------ | -------- |
| 2004  | Réalisation : Cinéma | Sexo con amor            | Gagnant  |
| 2005  | Réalisation : Drama  | Geografía del deseo (es) | Gagnant  |
| 2005  | Scénario :           | Geografía del deseo      | Gagnant  |
| 2009  | Réalisation : Drama  | Los 80 (es)              | Gagnant  |
| 2009  | Scénario             | Los 80                   | Gagnant  |
| 2010  | Réalisation : Drama  | Los 80                   | Gagnant  |
| 2011  | Réalisation : Drama  | Los 80                   | Gagnant  |

### Prix littéraires
- Grand prix de littérature policière 2016 pour Tant de chiens[2]